# Старое Куприно
 Старое Куприно (Куприно) — деревня в Смоленской области России, в Смоленском районе. Население — 5 жителей (2007 год). Расположена в западной области в 19 км к западу от Смоленска, в 2 км восточнее автомагистрали М1 «Беларусь», на северном берегу озера Купринское. В 1,5 к юго-востоку от деревни железнодорожная станция Куприно на линии Смоленск – Витебск. 
Входит в состав Гнёздовского сельского поселения.

## Достопримечательности
Комплекс памятников археологии в районе деревни на северном берегу озера Купринское:
- Стоянка эпохи неолита в 800 м юго-западнее деревни.
- Стоянка эпохи неолита в 500 м юго-западнее деревни. Использовалась в 4-3 тысячелетиях до н.э.
- Городище в 1 км к северо-западу от деревни. Городище появилось в связи с проходившим здесь волоком из Западной Двины в Днепр в конце 1-го тысячелетия н.э.
- Селище в 500 м к юго-западу от деревни. Использовалось племенами Тушемлинской культуры в IX веке, а в XI – XIII веках было заселно древнерусским населением.
- Курганная группа (25 шаровидных курганов высотой до 1,9 м) в 700 м юго-западнее деревни. Насыпаны Кривичами в X – XI веках.
- Курганная группа (2 кургана) в 800 к северо-западу от деревни.